# 旺角警署強姦案

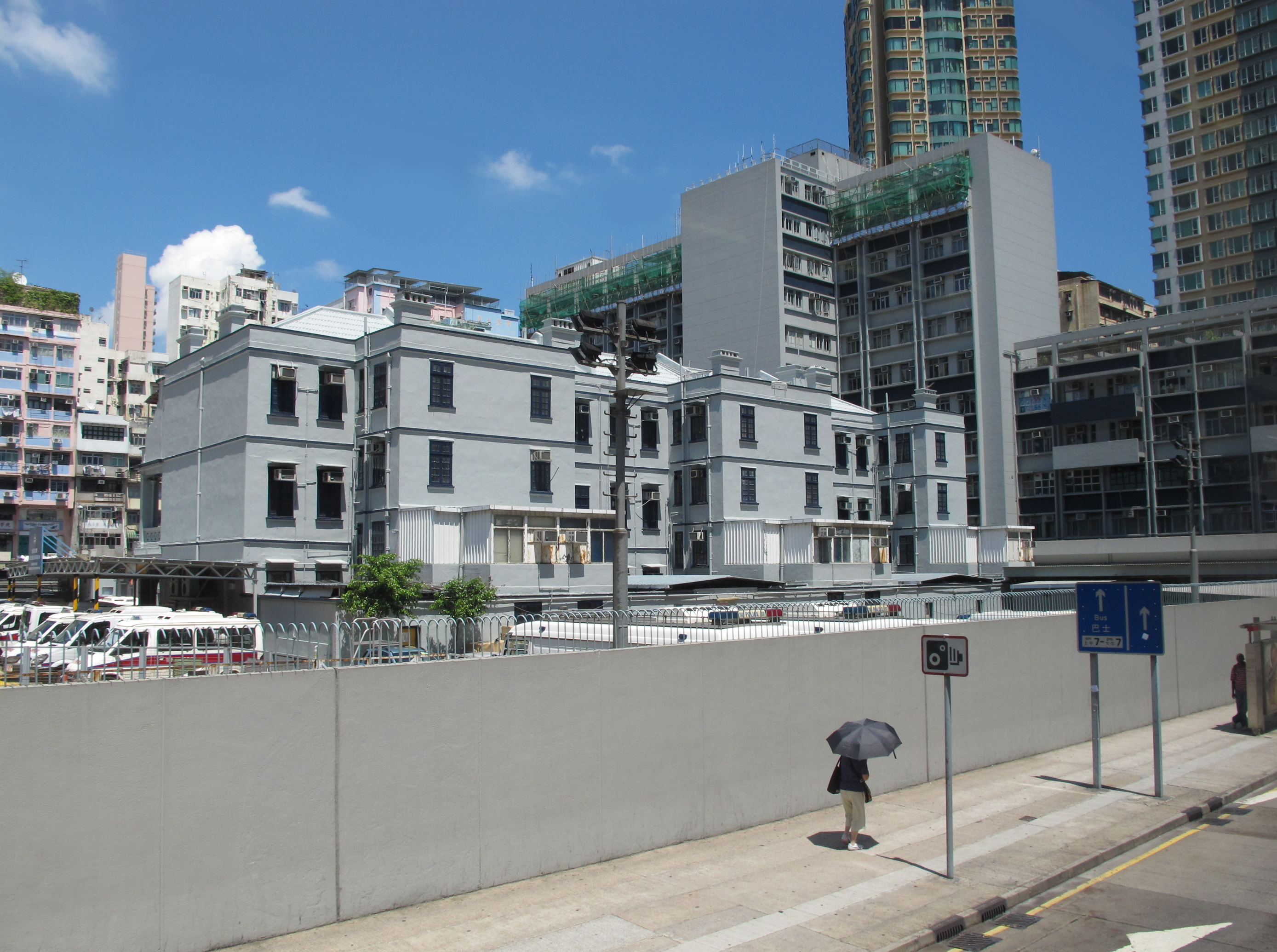
旺角警署

旺角警署強姦案發生於2008年11月，香港警察西九龍總區旺角區刑事調查隊探員梁禮仲被查揭挪用了報案系統電腦記錄，於同年在旺角警署內非禮4名女子，其中一名女子更被帶到認人行列室內強姦，期後疑犯被控以多項的罪名，被判監12年，後被加監1年。事件在香港社會產生極大迴響，使警隊的名聲嚴重受挫。

## 事件揭發
被告梁禮仲，警察編號59056，1979年出生，1998年6月29日加入警隊，原駐守於深水埗警署，在偵緝訓練科畢業後，於2005年加入刑事偵緝部，於2007年調駐至旺角警署。在2008年11月上旬，一名19歲女子因於旺角遺失錢包而報警求助，隨後尋獲其香港身份證。2008年11月22日，梁禮仲利用警方報案系統電腦記錄獲得該名女子個人資料，並致電要求於旺角警署會面。11月24日下午6時，女子攜同男友前往旺角警署登記；晚上11時30分，兩人重返旺角警署，梁禮仲要求女子的男友先行離開，并帶女子往位於警署一樓的認人行列室的疑犯集合室內以錄取口供為由將女子強姦。11月25日凌晨1時，女子離開警署，期間梁禮仲不斷致電以及發送短訊給女子，提出賠償10萬港元換取撤銷控訴。凌晨2時，女子在天水圍警署報案，因而揭發事件。
梁禮仲獲知女子報案後，於旺角警署槍房交還配槍，並且離開警署，並於11月26日前往居住於土瓜灣美善同道的一名休班警察的家中求助。傍晚6時，梁禮仲返回旺角警署報案中心自首，隨即由西九龍重案組帶往紅磡警署扣留調查。

## 案件審理
2008年11月27日，警務處處長鄧竟成表示，案件嚴重影響警隊聲譽。梁禮仲被拘捕後，於同日在九龍城裁判法院首次提堂審理，梁禮仲被控以一項強姦罪名。梁禮仲在庭上承認在11月22日利用警方報案系統電腦記錄獲取報案人資料，從而誘騙事主前往旺角警署並犯案。控方指，在警方調查中發現，在梁禮仲擁有的4張手機SIM卡中發現與多名報案人的通話記錄，疑有更多受害者尚未嚗光。2008年12月2日，案件在九龍城裁判法院第二次提堂審理，期間梁禮仲被加控3項非禮罪名以及1項不誠實取用電腦罪名，控方指梁禮仲在2008年11月14日、11月17日、11月24日涉嫌非禮另外3名16歲至21歲的女性報案人或被捕人，更涉嫌在11月24日一天內兩度犯案，因需時調查取證因此申請將案件押後至2009年繼續審理。辯方指因梁禮仲有自殺傾向，申請將其轉介小欖精神科中心作精神病鑒定，但因沒有證據支持而遭到裁判官質疑，因此暫不獲安排保釋。并延至2009年2月24日再提堂。2月24日，梁禮仲第三次提堂審理，因當時梁禮仲要求賠償事主10萬元以撤銷控訴，因此被加控一項妨礙司法公正罪名。罪名中除不誠實取用電腦罪名需要延後至3月24日等候律政司指示外，其餘罪名轉交高等法院審理，4月22日，被加控9項不誠實取用電腦罪名，連同先前被控同樣罪名，轉送區域法院在5月12日審理，而強姦、非禮、以及妨礙司法公正等5罪，則移交高等法院排期處理。2009年8月20日，案件在高等法院開庭審理，梁禮仲承認1項強姦、3項非禮以及1項妨礙司法公正罪。審理法官表示，被告嚴重影響警隊聲譽，且并沒有理據證實辯方律師稱因在離婚以及工作壓力下犯案，而且並非首先認罪，因此沒有減刑理由，待精神及心理報告完成後，於2009年9月18日判刑。

## 被告梁禮仲控罪一覽
2009年9月18日，被告梁禮仲因下列罪名，被高等法院判處以下刑期，因他承認控罪，故扣減1/3刑期：
註：括號為被告獲扣減後刑期。
| 案情 | 指控罪名     | 判處年期                                             |
| 2008年11月14日，梁致電17歲女事主，訛稱要她協助調查商業詐騙案，在母親陪同下，前往旺角警署。梁要其母留在報案室，自己則帶着她到一樓認人行列室的疑犯集合室，在室內，梁揭起女事主的襯衣，撫摸其背，梁更脫下內褲展示陽具。 | 非禮         | 監禁2年 （監禁1年4個月）                             |
| 16歲女生曾因店舖盜竊被捕，2008年11月17日，梁藉詞查案，誘騙她到旺角警署，伸手入她胸圍搓其乳房，更用手指隔着裙伸入她下體。                                                                                             | 非禮         | 監禁3年 （監禁2年）                                  |
| 21歲大學女生曾報失手機。2008年11月24日，梁在警署內試圖張開她雙腿，伸手探入她裙底，撫摸其臀部。 | 非禮         | 監禁3年 （監禁2年）                                  |
| 曾報失銀包的19歲少女，2008年11月24日，被梁帶到疑犯集合室，遭梁用手指伸入下體數十秒，梁更在沒有使用安全套下，和她性交。                                                                                               | 強姦         | 監禁10年 （監禁6年8個月）                            |
| 2008年11月25日，梁向被姦少女發手機短訊，稱不想失去工作及入獄，希望以10萬港元換取撤消控訴。 | 妨礙司法公正 | 監禁2年6個月 （監禁1年8個月） （與以上四罪同期執行） |

該案主審法官邵德煒認為，本案存在多個加刑因素，如市民會合理地認為，他們在警署會受到保護和尊重，但被告濫用市民對警察的信任，令他們沒有防範之心，因而犯案得逞，他又因首名女受害人沒有報警而屢次再犯，更一廂情願認為事主會接受他的約會，而發短訊給事主，令事主的噩夢沒有終止。
另一方面，法官認為被告梁禮仲，在不涉及案件調查工作下，進入警方電腦系統取得事主的聯絡方法，顯然並非一時衝動，而是處心積慮的行為。在強姦案件中，他更要求女事主晚上再回警署時不要偕同男友，可見其居心不良。
此外，被告曾向心理學家表示，被姦的女受害人主動引誘他，還與他有共同慾望，與早前承認事主被侵犯時有反抗的版本並不一致。法官雖接受被告犯案前對警隊的貢獻，但亦不能說是警隊中的典範，考慮案情嚴重，判刑時引用被告梁禮仲的精神報告指他「膽大包天」，並形容其行為屬強姦案中最嚴重類別，引起公憤，濫用市民對警隊信任，重判他入獄18年，但因他認罪，扣減1/3刑期，為監禁12年。
2010年2月1日，被告梁禮仲於區域法院被判加監1年。

## 反響
- 警務處處長鄧竟成，在被告於2009年8月20日認罪後，透過電話親自向案中4名受害人致歉[18]。
- 平等機會婦女聯席指警員在警署內性侵犯報案人，顯示警權過大，完全無須面對公眾監察。資料被不相關警員盜用，報案人私隱並無保障。要求檢討警員執法守則，保障報案人資料[19]。
- 多個婦女團體認為事件破壞警隊形象，窒礙市民向警方求助意欲，擔心被告出獄後重施故技，建議當局關注被告在獄中的更生服務，以及盡快設立性罪犯名冊作管制。[19]
- 根據香港大學民意網站在2008年12月16日至18日進行的民意調查[20]，對香港警方「非常滿意」和「幾滿意」的市民為62.4%，比2008年9月17至19日的70%，下降7.6個百分點[20]，表示「極不滿意」及「非常不滿意」的市民為15%，比2008年9月17至19日的7.8%，上升7.2個百分點[20]。

## 後續
事後，警務處實施了多項措施，包括設立誠信管理委員會、正直及誠實的品格行為指引、加強督導前線管理人員、重新檢討警署的電腦及建築保安系統（包括安裝閉路電視、在報案室牆身加上單面光鏡，讓值日官可以監察室內情況、使用接見室及認人室時，人員需要先行取用鎖匙及登記及登入內部電腦時，須採取雙重認證等等），並且引入對投考者的心理評估測試等。
居於天水圍的女事主2011年8月初入稟高院【入稟編號﹕HCPI559/11】，指在2008年11月24日在旺角警署內遭侵犯，向警務處處長索償，入稟狀中原訴沒有透露侵犯的性質及其他詳情。據悉，當年案中被警員侵犯的個別女事主因受到嚴重傷害，至今仍影響正常生活，無法工作，故決定興訟。